# ارباب (درگز)
ارباب، روستایی از توابع بخش نوخندان شهرستان درگز در استان خراسان رضوی ایران است.
این روستا شمالی ترین نقطه استان خراسان رضوی از لحاظ مختصات جغرافیایی و مسکونی بودن است.

## جمعیت
این روستا در دهستان درونگر قرار دارد و براساس سرشماری مرکز آمار ایران در سال ۱۳۸۵، جمعیت آن ۱۲۶ نفر (۳۳خانوار) بوده‌است.